# Apple TV
Apple TV — цифровий медіа плеєр, розроблений компанією Apple Inc. Плеєр випущений в малому формфакторі та призначений для відтворення цифрового контенту з iTunes Store, Netflix, Hulu Plus, YouTube, Flickr, iCloud, MLB.tv, NBA League Pass, NHL GameCenter.
Apple TV є невеликим пристроєм 10x10x2.3 см з логотипом та округлими кутами. У пристрою є роз'єм HDMI для підключення до телевізора або монітора, цифровий оптичний аудіовихід, роз'єм Ethernet та Wi-Fi приймач. Пристрій може виводити на екран зображення у роздільності до 1080p.
За відсутності домашньої мережі Wi-Fi — Apple TV є мало функціональним пристроєм. За наявності бездротової мережі, Apple TV надає можливість дуже просто відтворювати контент з різних пристроїв на великому екрані за допомогою технології AirPlay. Наприклад, якщо на портативному пристрої є відеоролик. Достатньо розпочати його відтворення, та натиснути кнопку AirPlay (вона з'явиться, якщо Apple TV підключено до домашньої мережі), після чого фільм почне відтворюватись на телевізорі з приставкою. Також можливо відтворення фото чи музики, у тому числі зі сторонніх додатків (онлайн-радіо, «ВКонтакте» тощо).
Так само можна відтворювати на Apple TV контент з комп'ютерів з операційними системами Mac або Windows зі встановленим медіаплеєром iTunes, а також з деяких Android смартфонів, наприклад від компанії HTC. Крім того, комп'ютери Mac з операційною системою OS X, iPhone починаючи з iPhone 4S, iPad починаючи з iPad 2 (iPad mini також) та останні моделі iPod touch можуть дублювати те що на екрані на телевізор з Apple TV. При цьому звук також буде на телевізорі.
З Apple TV є доступ до каталогу подкастів Apple, які можливо переглядати з мережі. Приставка підтримує фотохостинг Flickr, функцію «Фотопотік», та відеохостинги YouTube та Vimeo.

## Українська локалізація
Українську мову пристрій підтримує, український iTunes Store доступний вже з кінця 2012 року, але ціни вказані на контент у американських доларах, приблизно 30 грн за фільм в HD 720р, не менш 0,49 у.о. за трек мр3, та зазвичай 6-15 у.о. за музичний альбом. Сплачувати за контент можна, додавши до акаунту Visa/MasterCard картку або Gift Cards. Також можлива оренда контенту.
Є підтримка 6-канального звуку.
Рекомендована ціна пристрою в Україні 999грн, але роздрібна коливається близько 1200грн ($146).
Для з'єднання з Інтернетом швидкість вхідного каналу повинна бути більш ніж 2 мегабіт за секунду.